# Pierre Terblanche
Pierre Terblanche (Uitenhage, 1956) è un designer sudafricano, noto per le collaborazioni con Volkswagen, Norton e soprattutto Ducati, marchio con il quale ha stretto, dal 1989 al 2006, una collaborazione professionale che l'ha portato ad apporre la firma su alcuni dei più famosi (e controversi) modelli della casa di Borgo Panigale. Collaboratore e allievo di Massimo Tamburini (ideatore, tra le altre, di MV Agusta Brutale, Ducati 888, 916 e 996 ) e Miguel Galluzzi (famoso per aver ideato il design della Ducati Monster, indiscusso modello dell'attuale generazione di naked), Terblanche è stato assunto nel 2013 dalla statunitense  Confederate Motor Company in qualità di nuovo responsabile dello Sviluppo Prodotti.

## Biografia

### Gli studi e le prime esperienze
Gli studi di Pierre Terblanche cominciano nella natia Uitenhage, dove, nel 1974, si diploma alla scuola superiore Brandwag; iscrittosi quindi all'Eastern Cape Technikon (che nel 2005 ha dato vita, con il Border Technikon e la University of Transkei, all'unico polo universitario della Walter Sisulu University), nel 1977 ottiene un diploma in graphic design, che lo porterà alla sua prima occupazione lavorativa, un incarico come account manager presso la sede di Città del Capo della prestigiosa agenzia pubblicitaria Young & Rubicam.
La passione di Terblanche per il design di veicoli (sorta, a detta sua, vedendo per la prima volta una Ferrari Modulo disegnata da Pininfarina) e l'incontro nel 1981 con Giorgetto Giugiaro (che, recatosi quell'anno in Sudafrica, vide i bozzetti di Terblanche e lo invitò a venire in Italia) lo spingono a lasciare il Sudafrica alla volta dell'Europa: per due anni, infatti, lavorerà per la Italdesign di Giugiaro a Torino, per poi cercare un lavoro agli stabilimenti Ford di Colonia.
Lì Terblanche cattura l'attenzione di Patrick Le Quément, capo designer, il quale, pur non concedendogli un lavoro (perché troppo poco qualificato) lo aiuta ad entrare al Royal College of Art con una lettera di presentazione.
Nel 1984, quindi, si trasferisce Londra per frequentare corsi specifici presso l'RCA, dove otterrà un Master in Vehicle Design solo due anni dopo.
Seguono tre anni di lavoro sugli interni della Volkswagen Golf e sulla progettazione della Volkswagen Polo presso l'Advanced Design Studio di Volkswagen a Düsseldorf, durante i quali Terblanche (che pure ha sempre affermato di preferire l'ambiente motociclistico a quello delle automobili) farà propri alcuni principi, legati all'efficienza e alla funzionalità del veicolo prima ancora dell'estetica (che è comunque avveniristica e spesso definita "esotica"), che hanno reso i suoi progetti riconoscibili in tutto il mondo.

### Gli anni Cagiva

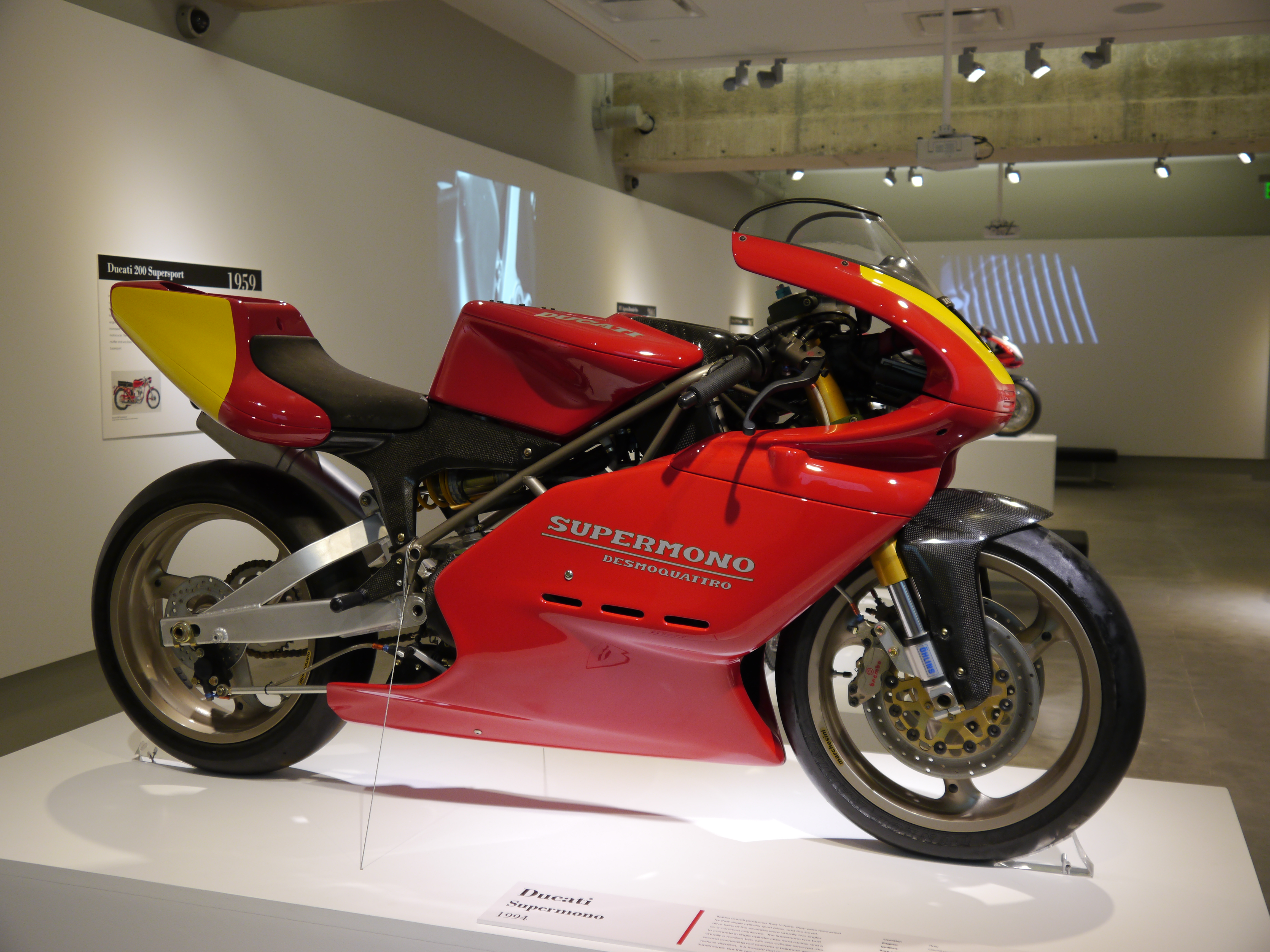
Ducati Supermono (1993-1997)

Ma è nel 1989 che la carriera di Terblanche giunge ad una svolta: il designer approda finalmente in Ducati, nel periodo (1983-1996) in cui il marchio bolognese è controllato dalla varesina Cagiva: nei primi due anni di collaborazione, sotto l'egida di Massimo Tamburini, si occupa del restyling della Ducati Paso e del disegno della 888.
Trasferitosi dalla sede Ducati di Rimini a quella di Cagiva a Morazzone (Varese), durante gli "anni Cagiva" Terblanche si occupa anche del design della Cagiva Gran Canyon e soprattutto, in collaborazione con Massimo Bordi, della Ducati Supermono, creata esclusivamente per le competizioni di Superbike, anche se ne furono omologati e messi in commercio 65 esemplari con il nome di "Supermono Strada". Il particolare design della moto (ispirato alla 916), caratterizzato da linee semplici e da un'essenzialità e leggerezza (non solo estetica: la moto, monocilindrica a 4 tempi con motore Ducati Desmoquattro, pesa solamente 121 kg) del tutto nuove, ha fatto sì che diventasse uno dei modelli Ducati più apprezzati e ricercati di sempre, tanto che in dieci anni il suo valore si è decuplicato.

### Al Centro Stile Ducati

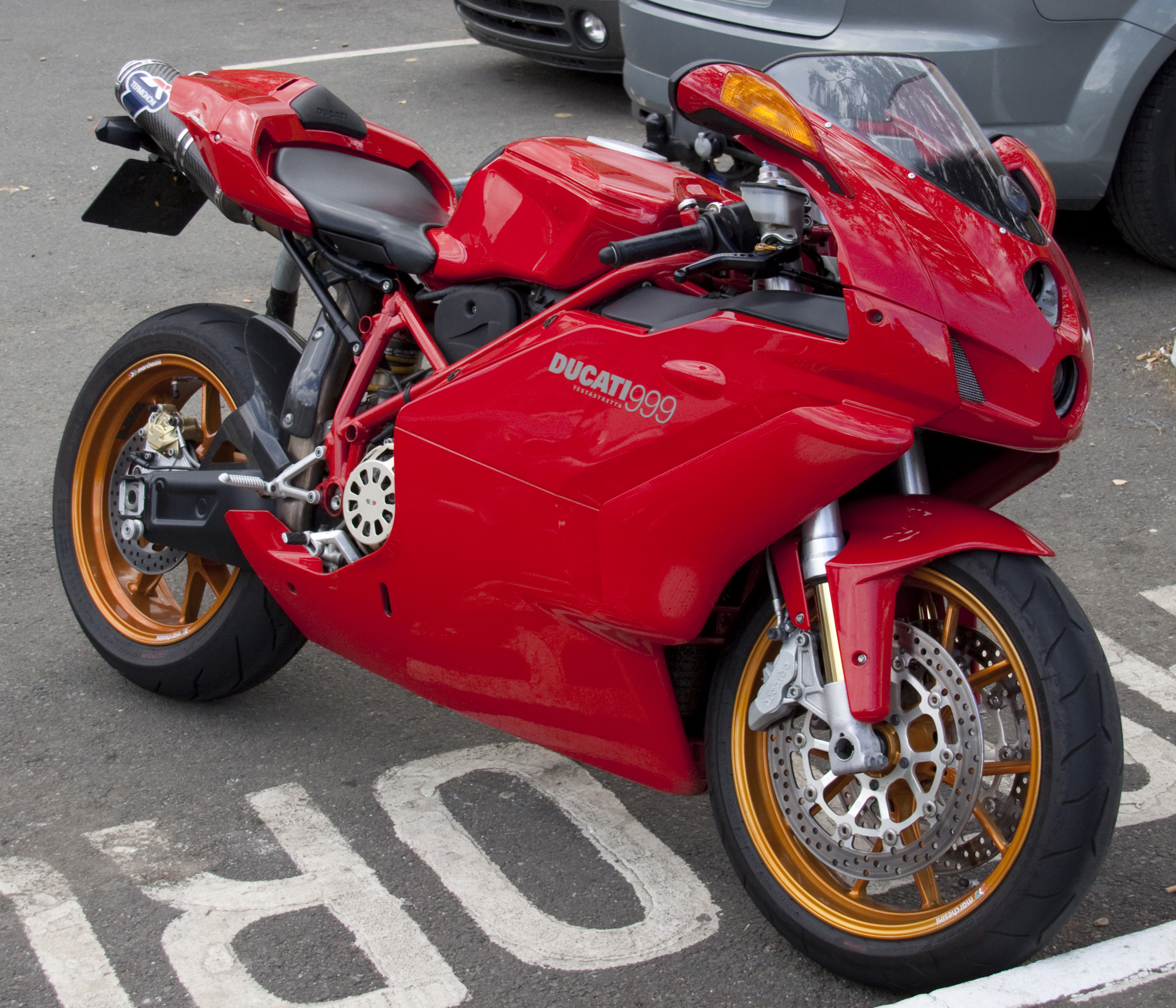
999 (2002-2006)

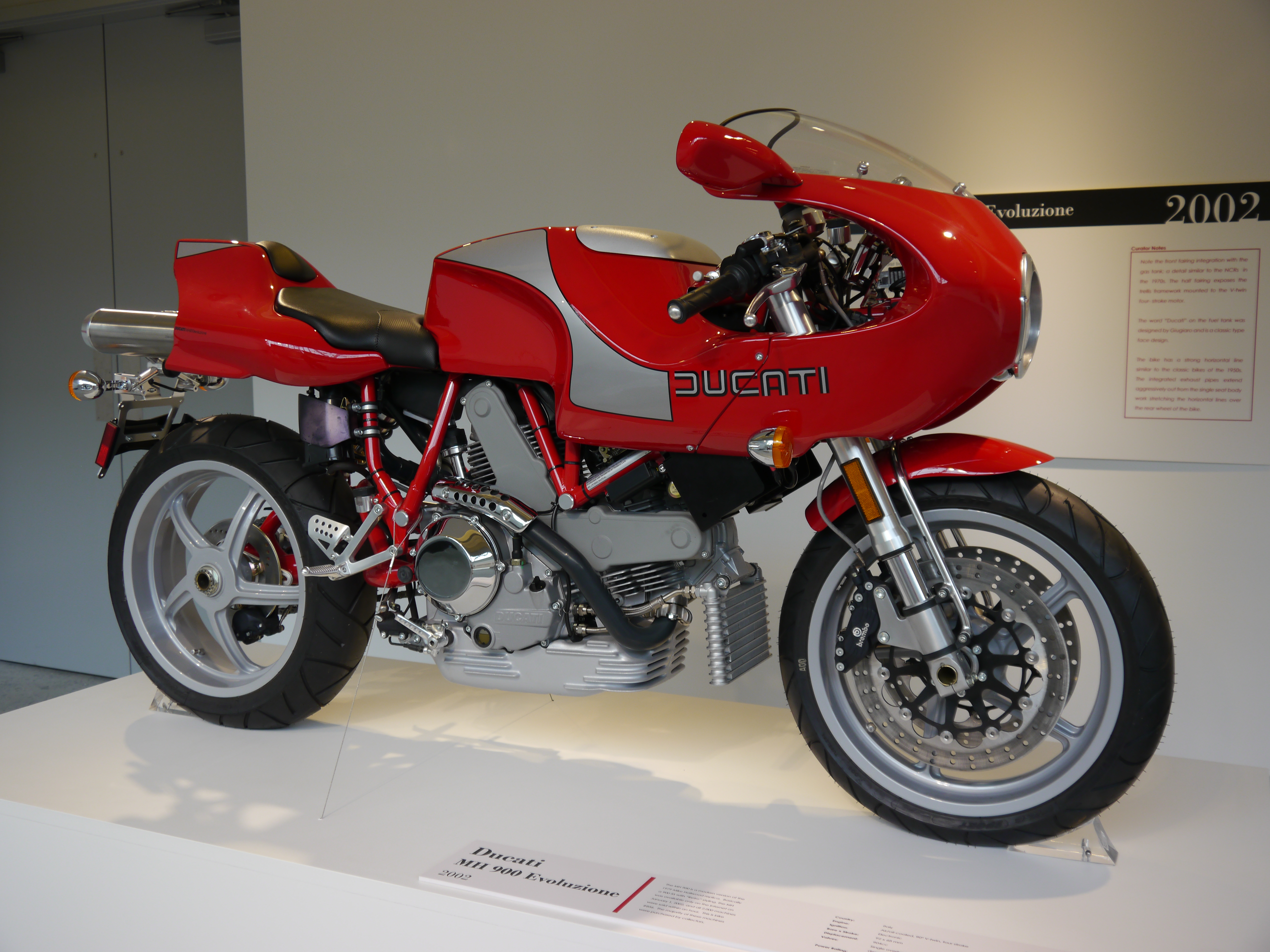
Ducati MH900 Evoluzione

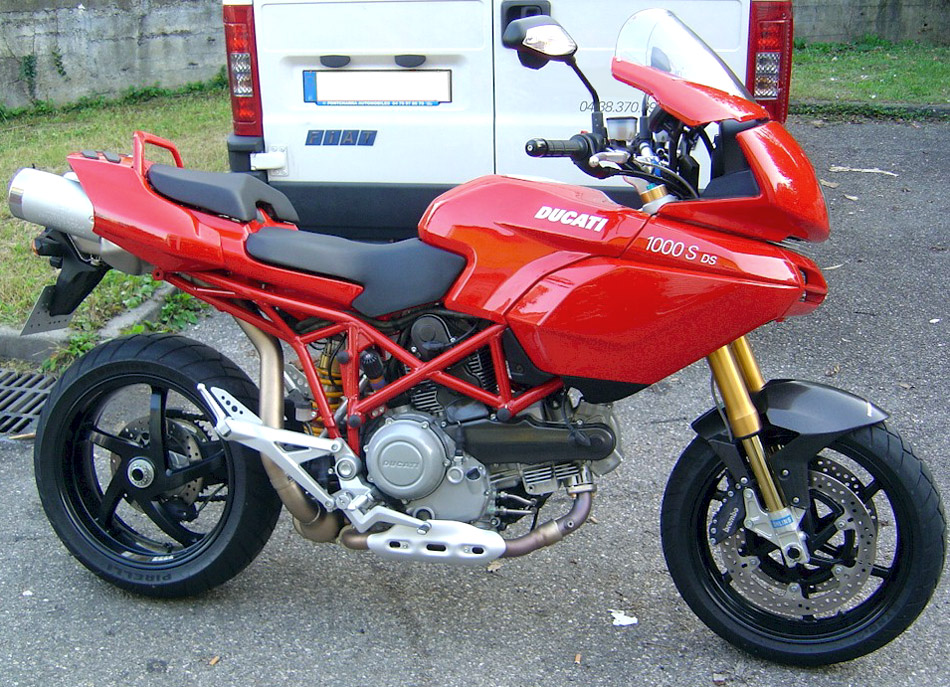
Multistrada (2003 - presente)

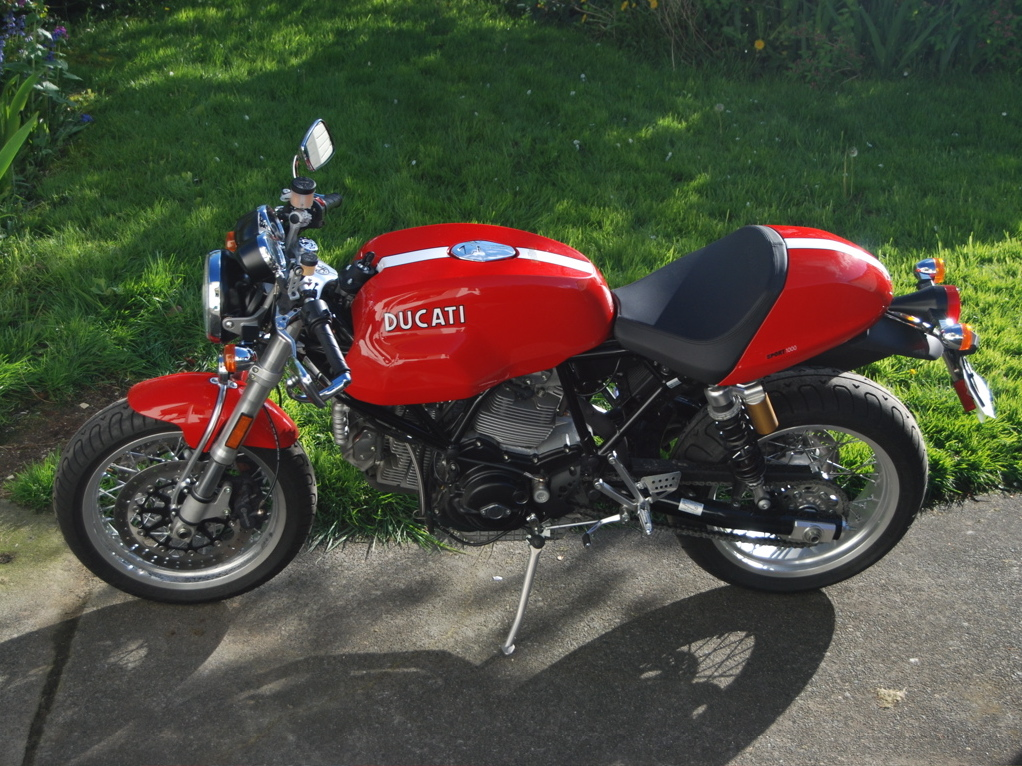
Ducati Sport 1000 (2006–2008)

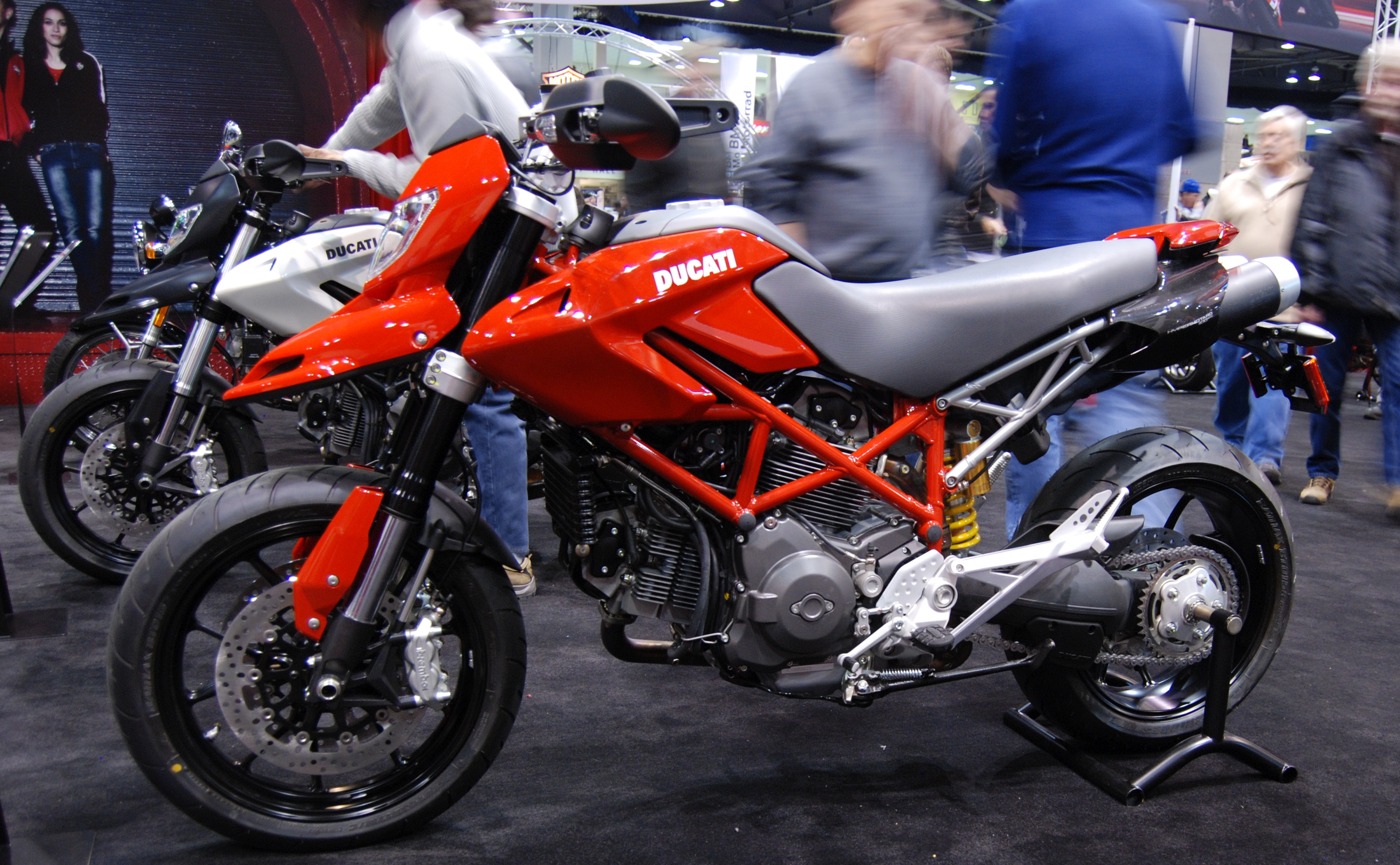
Hypermotard (2007-presente)

Nel 1996 Ducati, grazie all'acquisizione da parte del fondo americano di private equity Texas Pacific Group, torna ad essere indipendente e Pierre Terblanche, lasciata Cagiva per seguire l'ormai indipendente casa emiliana, viene chiamato a dirigerne il Centro Stile. In questo ruolo si dedica inizialmente alla Ducati Supersport 900, uno dei primi modelli progettati con strumenti quasi esclusivamente informatici (CAD tridimensionale, all'avanguardia per i tempi), la cui linea è un'evidente evoluzione della Supermono.
Lo spirito innovativo e l'intuito di Terblanche emergono nuovamente l'anno successivo, quando viene presentata al Salone di Monaco la Ducati MH900e: inizialmente pensata come concept bike ispirata alla moto con cui Mike Hailwood vinse il Tourist Trophy dell'isola di Man nel 1978 (da qui la sigla "MH"), la moto registrò un successo tale che ne furono fabbricate a mano 2000 esemplari, 500 ogni anno, venduti esclusivamente via internet: fu il primo esperimento di e-commerce di Ducati.
Suscitato scalpore e ottenuto un discreto successo (limitato comunque ad un mercato di nicchia o all'ambiente sportivo delle Superbike), a partire dal 2001 Terblanche si occuperà del design dei modelli principali del listino Ducati di inizio millennio. Nel mondo del motociclismo e in particolare degli appassionati del marchio di Borgo Panigale Terblanche è ormai conosciuto come un creativo particolarmente innovativo e anticonformista, capace di portare avanti idee controcorrente e spesso audaci: questo carattere fa sì che sui suoi modelli si scateni di frequente un acceso dibattito tra chi ne apprezza l'innovatività e chi invece non li considera degni dei loro predecessori.
È quello che accade in merito alla Ducati Multistrada, mezzo di categoria "on/off", ideato sia per uso sportivo fuoristrada sia come moto da viaggio per una o due persone; ma lo "scandalo" vero e proprio si avrà solo un anno dopo, nel 2002, quando viene presentata la Ducati 999, erede della 998 e delle altrettanto fortunate 996 e 916. La triple nine (che presentava alcune notevoli modifiche di design rispetto alle precedenti, dal cupolino più ampio agli indicatori di direzione incorporati negli specchietti) ha vinto, nel 2003, 2004 e 2006 tre campionati mondiali Superbike.
Al Tokyo Motor Show del 2003 fu presentata la nuova gamma Ducati Sport Classic, composta da diversi modelli nei quali Terblanche aveva unito uno stile rétro con le tecnologie più avanzate del momento: anche in questo caso, pur essendo solo prototipi, la loro grande popolarità portò la casa emiliana a metterli in commercio. Nel 2006 videro la luce la Ducati Sport 1000 monoposto e la Paul Smart (ispirata alla 750 SS portata in trionfo alla 200 Miglia di Imola nel 1972 da Paul Smart), mentre l'anno seguente vennero messe in vendita la Ducati GT 1000, più turistica (e chiaramente ispirata alla Ducati 750 GT) e la Sport 1000 S, che presentava un cupolino simile a quello della Paul Smart.
L'ultimo modello Ducati che porta la firma di Terblanche è la Ducati Hypermotard: presentata nel 2005 all'EICMA di Milano, essa ha ancora (come Monster e Multistrada) l'ambizioso obiettivo di introdurre un nuovo concetto di moto, a metà tra la naked e la supermotard: il progetto riesce e la moto registra un grande successo, tanto che viene premiata dalla Motorcycle Design Association come "Moto più bella del 2005".

### Il "dopo Ducati": Moto Guzzi, Norton e Confederate Group

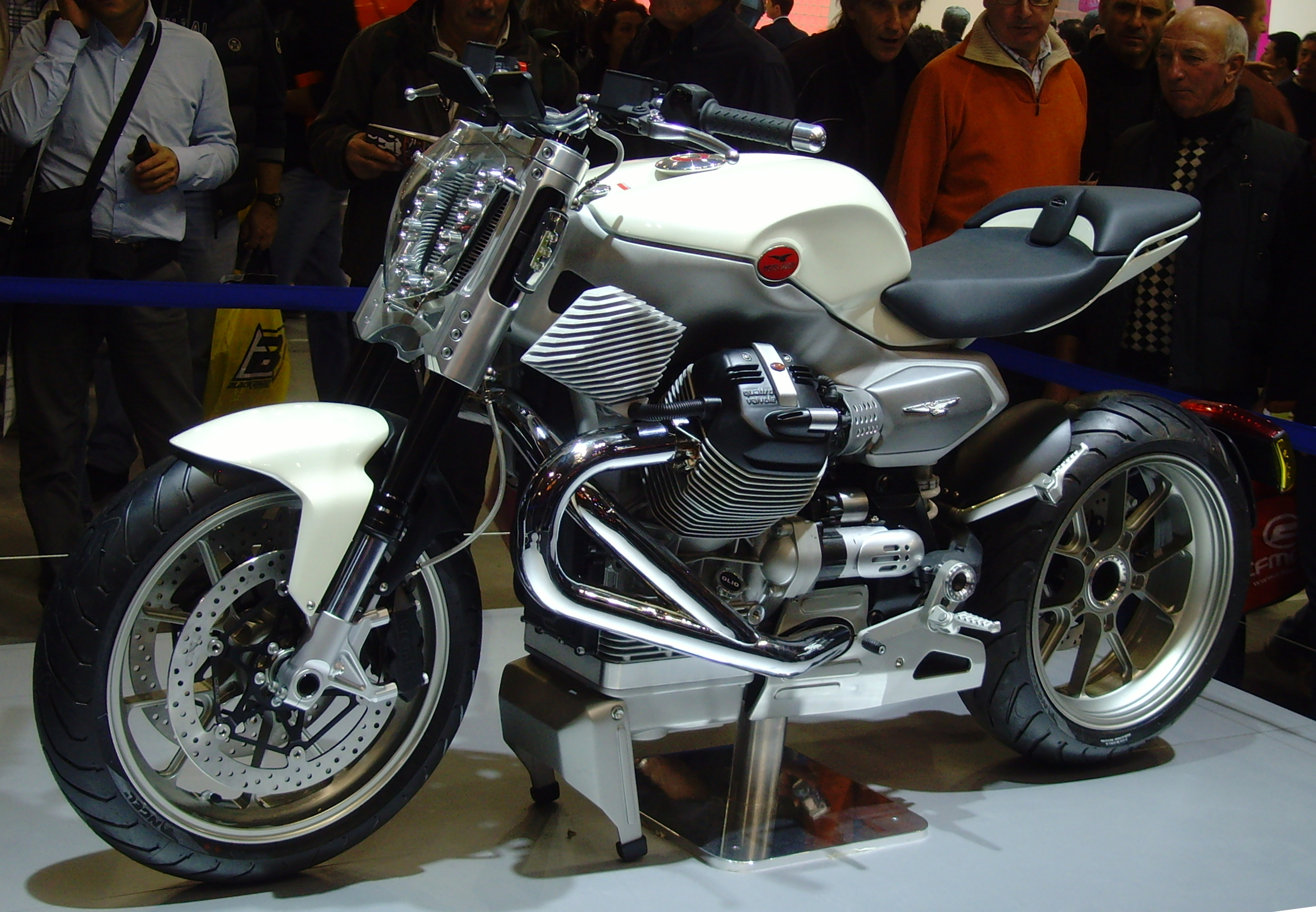
Moto Guzzi V-12 X Concept

Nel 2007 Pierre Terblanche annuncia la sua uscita da Ducati, in disaccordo con le nuove linee della casa motociclistica italiana (che con la 1098, la 848 e la nuova Monster 696 si muoveva su una tendenziale continuità stilistica) e con la volontà di aprire un proprio studio di design dove dedicarsi anche ad altri campi, come quello delle barche.
In realtà tra il 2009 e il 2011 collaborerà con il Gruppo Piaggio e Moto Guzzi, per la quale disegna i concept V-12 (la "LM", la "Strada" e la "X", presentate all'EICMA 2009), possibili eredi delle stradali sportive di Guzzi (di cui la Le Mans è il modello più famoso), caratterizzate da dettagli e soluzioni tecniche fortemente innovativi. I prototipi, però, rimangono tali, non figurando negli anni successivi nelle gamme della casa di Mandello del Lario.
Lasciato il Gruppo Piaggio nel 2011, Terblanche è assunto dalla casa motociclistica inglese Norton, rilanciata sul mercato nel 1998 e produttrice dal 2006 di un nuovo modello, la Commando 961. Ma i rapporti con la casa di Donington Park, nonostante alcuni immediati progetti di Terblanche, sono tesi al punto da indurre il designer a dimettersi in poco meno di un anno.
Dal 2013 al 2015 Pierre Terblanche è responsabile dello Sviluppo Prodotti presso l'azienda Confederate Motor Company, fondata e amministrata da H. Matthew Chambers, che ha definito Terblanche "minacciosamente intelligente, ferocemente coraggioso e schietto fino all'eccesso".
Dal 2015 al 2016 Pierre Terblanche ha collaborato con Royal Enfield.